# ريجيس أونانغا ندياي
ريجيس أونانغا ندياي هو سياسي غابوني يشغل منصب وزير الخارجية منذ 9 سبتمبر 2023.  شغل سابقًا منصب السفير الغابوني مقيم لدى السنغال وغير مقيم لدى جمهورية غامبيا وغينيا، وغينيا بيساو، والرأس الأخضر. 

## الحياة الشخصية
وهو صهر الرئيس برايس أوليغي نغيما. 